# Port lotniczy Kenema
Port lotniczy Kenema (ang. Kenema Airport) (IATA: KEN, ICAO: GFKE) – port lotniczy zlokalizowany w Kenemie, w Sierra Leone. Jego operatorem jest Sierra Leonean Airports Authority.